# Кріт балканський
Кріт балканський (Talpa stankovici) — комахоїдний ссавець роду кротів родини кротових (Talpidae).

## Поширення
Країни поширення: Греція, Північна Македонія, Чорногорія, Сербія (Косово). Зустрічається від рівня моря до 2300 м. Зустрічається в різних середовищах проживання, включаючи відкриті піщані пляжі, пасовища й орні землі.